# Dobray Sarolta
Dobray Sarolta (1977. szeptember 11. –) író, újságíró.

## Életpályája
Dobray György filmrendező lánya. Gyermekként édesapja munkái nyomán eleinte a filmrendezés érdekelte, majd kamaszkorától egy évig modellként foglalkoztatták. Manöken volt Milánóban és Tajvanon, azonban a hazai közönség előtti ismeretséget azt hozta meg számára, amikor 2001-ben a Magyar Televízió bemondónője lett. Elvégezte a Bálint György Újságíróiskolát, és 2003-ban a Nők Lapjához került mint újságíró, több mint száz riportot publikált a lapban. Felsőfokú üzleti tanulmányait az International Business Schoolban végezte angol nyelven. Két gyermek édesanyja.

## Könyvei
- Őrült világ (riportkönyv, Nők Lapja Műhely, 2011)
- Üvegfal (regény, Scolar Kiadó, 2021)
- Beűzetés a paradicsomba (riportok, kisprózák, Scolar Kiadó, 2022)
- Közel (regény, Open Books, 2025)